# Carabaña
Carabaña est une petite municipalité de la communauté de Madrid (Espagne). Elle est située à 50 km de Madrid près de l'Autovía A-3, la route principale à Valence, sur les rives de la Tajuña à 625 m d'altitude. En 2008, elle avait une population de 1 698 habitants.

## Histoire
Carabaña est une des plus anciennes communes de la Communauté de Madrid, avec plus de 2000 ans d´histoire. Ses origines remontent à l’époque préromaine des Celtibères, qui la connaissaient sous le nom de Caraca.
Carabaña était sur la voie romaine de Mérida à Tarragone. Elle fut ensuite occupée par les Wisigoths.

## Huile d’olive
Carabaña produit de l'huile d'olive vierge extra : la vallée et ses coteaux bénéficient d'un microclimat et d'une exposition privilégiée qui, avec les terrains d’origine fluviale, permettent aux olives d’atteindre une maturité optimale, garantie d´une production de qualité[réf. nécessaire]. Ces éléments ont une influence décisive sur le goût final de l’huile, un mélange des qualités des différentes variétés d’olives.

## Eaux
Carabaña est célèbre pour son eau (Agua de Carabaña), réputée posseder des propriétés médicinales. La source, située à 4 km au nord de la ville, à Cabeza Gorda, est connue et utilisé localement au moins depuis les romains.
À la fin du XIXe siècle, Ruperto García Chávarri la fit analyser et confirma ses propriétés laxatives et favorables au système digestif et à la peau, en raison de sa haute teneur en sels minéraux. Le 4 mai 1928, elle fut officiellement déclarée d'utilité publique.

## Monuments
- L'église paroissiale de l'Assomption (XVIe siècle), reconstruite après la guerre civile espagnole
- Fontaine de Carlos III, sur la Plaza Mayor
- Palais de la vice-roi des Indes (XVIe siècle)
- Ermitage de Santa Lucía
- Pont sur la Tajuña (XVIIe siècle)
- Nécropole wisigothique
- Grottes préhistoriques